# Earth (banda)
Earth é uma banda de doom metal/rock experimental dos Estados Unidos. Seu fundador, Dylan Carlson, era amigo pessoal de Kurt Cobain, e este participou de algumas gravações no início da carreira da banda.

## Integrantes

### Atual formação
- Dylan Carlson – guitarra
- Adrienne Davies – bateria
- Bill Herzog - baixo

### Ex-membros
- Slim Moon – vocal
- Greg Babior – guitarra
- Joe Preston – baixo, percussão
- Ian Dickson – guitarra, baixo
- Dave Harwell – baixo
- John Schuller - baixo Fender Precision
- Sean McElligot – guitarra
- Michael McDaniel – bateria
- Jonas Haskins – guitarra
- Don McGreevy – baixo
- Steve "Stebmo" Moore - piano, trombone
- Lori Goldston - cello
- Karl Blau – baixo
- Angelina Baldoz - baixo (só ao vivo)

## Discografia
- Extra-Capsular Extraction (1991)
- Earth 2: Special Low-Frequency Version (1993)
- Phase 3: Thrones and Dominions (1995)
- Pentastar: In the Style of Demons (1996)
- Divine and Bright (2003)
- Hex; Or Printing in the Infernal Method (2005)
- Hibernaculum (2003)
- The Bees Made Honey in the Lion's Skull (2008)
- Angels of Darkness, Demons of Light I (2011)
- Angels of Darkness, Demons of Light II (2012)
- Primitive and Deadly (2014)
- Full Upon Her Burning Lips (2019)